# Парашютная улица (Санкт-Петербург)
Парашю́тная улица — крупная магистраль в Приморском и Выборгском районах Санкт-Петербурга. Проходит от Солунской улицы до Комендантского проспекта, через который открыт выезд на КАД.

## История
Улица получила название 4 декабря 1974 года. Она расположена на территории бывшего Комендантского аэродрома. Тематика названий проходящих там улиц связана с историей развития отечественной авиации.
В середине 1980-х годов Парашютную улицу продлили: теперь она идет от Коломяжского проспекта до улицы Маршала Новикова. Там же, между Серебристым бульваром и Коломяжским проспектом, находится аллея Котельникова, носящая имя Г. Е. Котельникова — создателя первого в мире авиационного ранцевого парашюта.
В 2010 году[уточнить] улица была продлена от улицы Маршала Новикова до Комендантского проспекта. В 2013 году в состав Парашютной улицы был включен небольшой участок Солунской улицы.

## Пересечения
- Солунская улица
- Коломяжский проспект
- 2-я Никитинская улица
- Серебристый бульвар
- Байконурская улица
- проспект Сизова / Репищева улица
- улица Маршала Новикова
- Долгоозёрная улица
- Шуваловский проспект
- Глухарская улица
- Плесецкая улица
- улица Лётчика Паршина
- дорога в Каменку
- Комендантский проспект

## Транспорт
Ближайшие к Парашютной улице станции метро — «Комендантский проспект», «Удельная» и «Пионерская».
Автобусные маршруты: 9, 85, 112, 122, 134А, 134Б, 127, 135, 171, 172, 180, 182, 184, 194, 207, 208, 219, 221, 235, 267.
Троллейбусные маршруты: 52.

## Объекты
- Коломяжская мечеть — дом 7

## Галерея

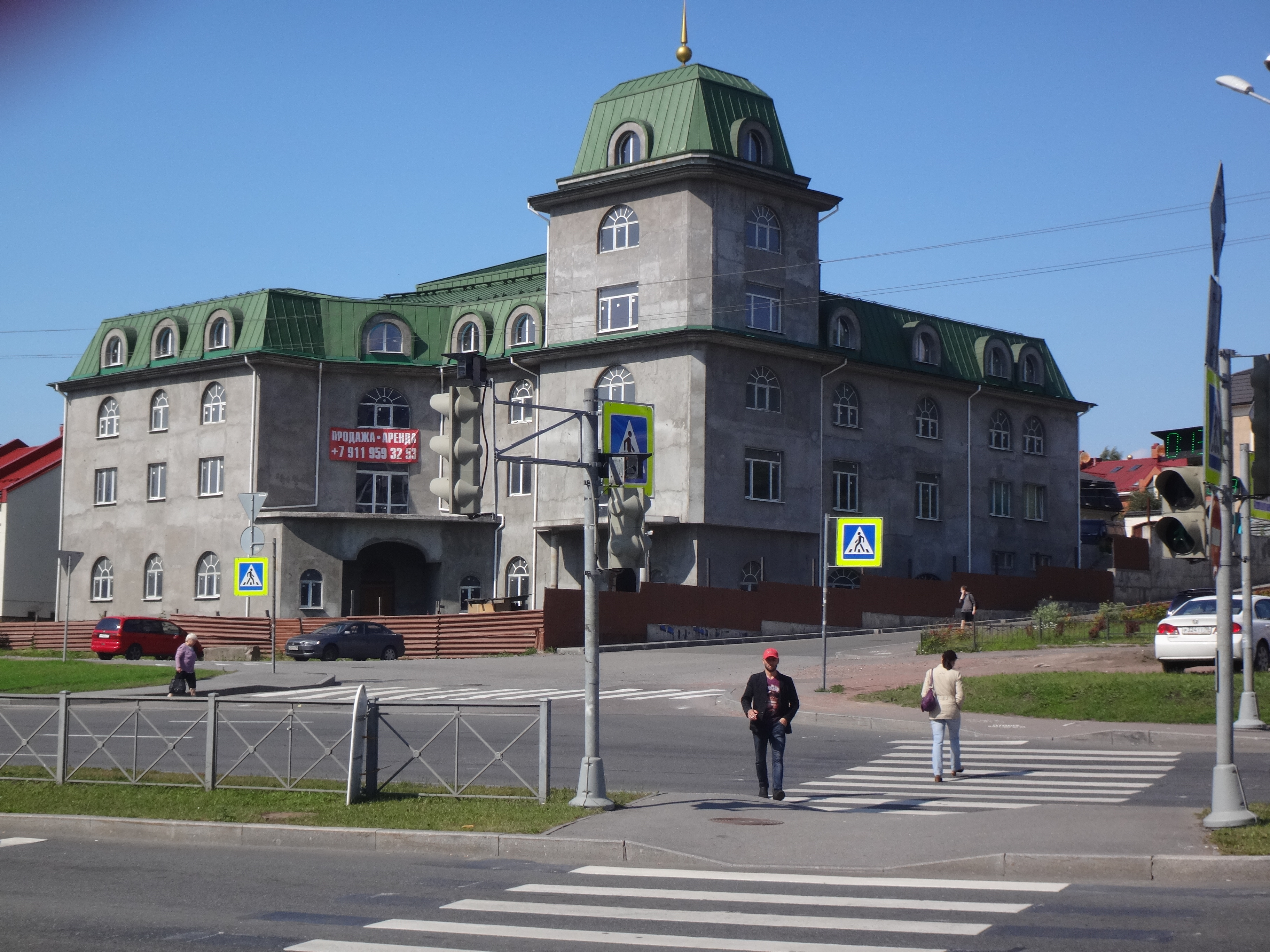
Малоэтажный дом на Парашютной улице
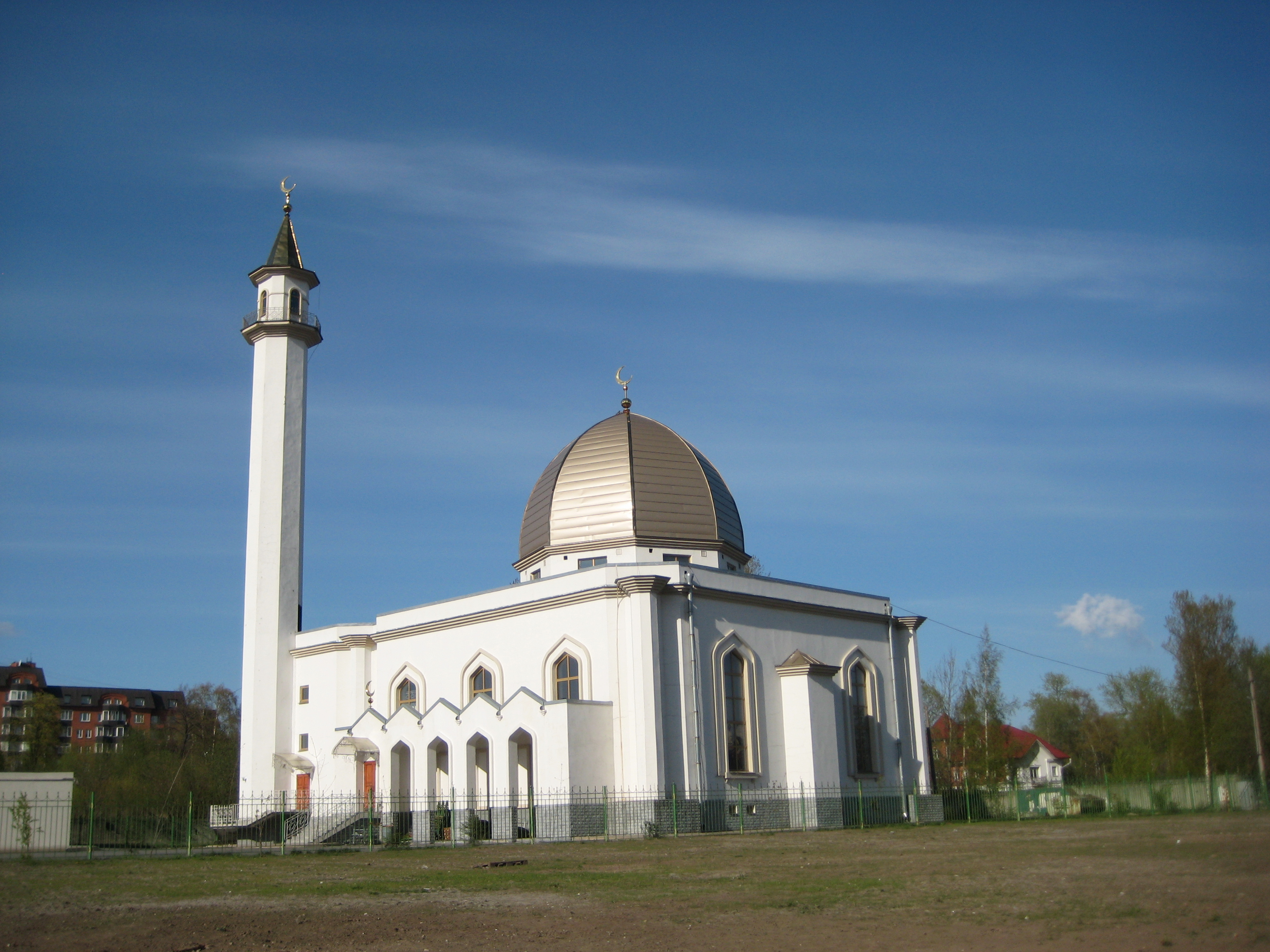
Коломяжская мечеть
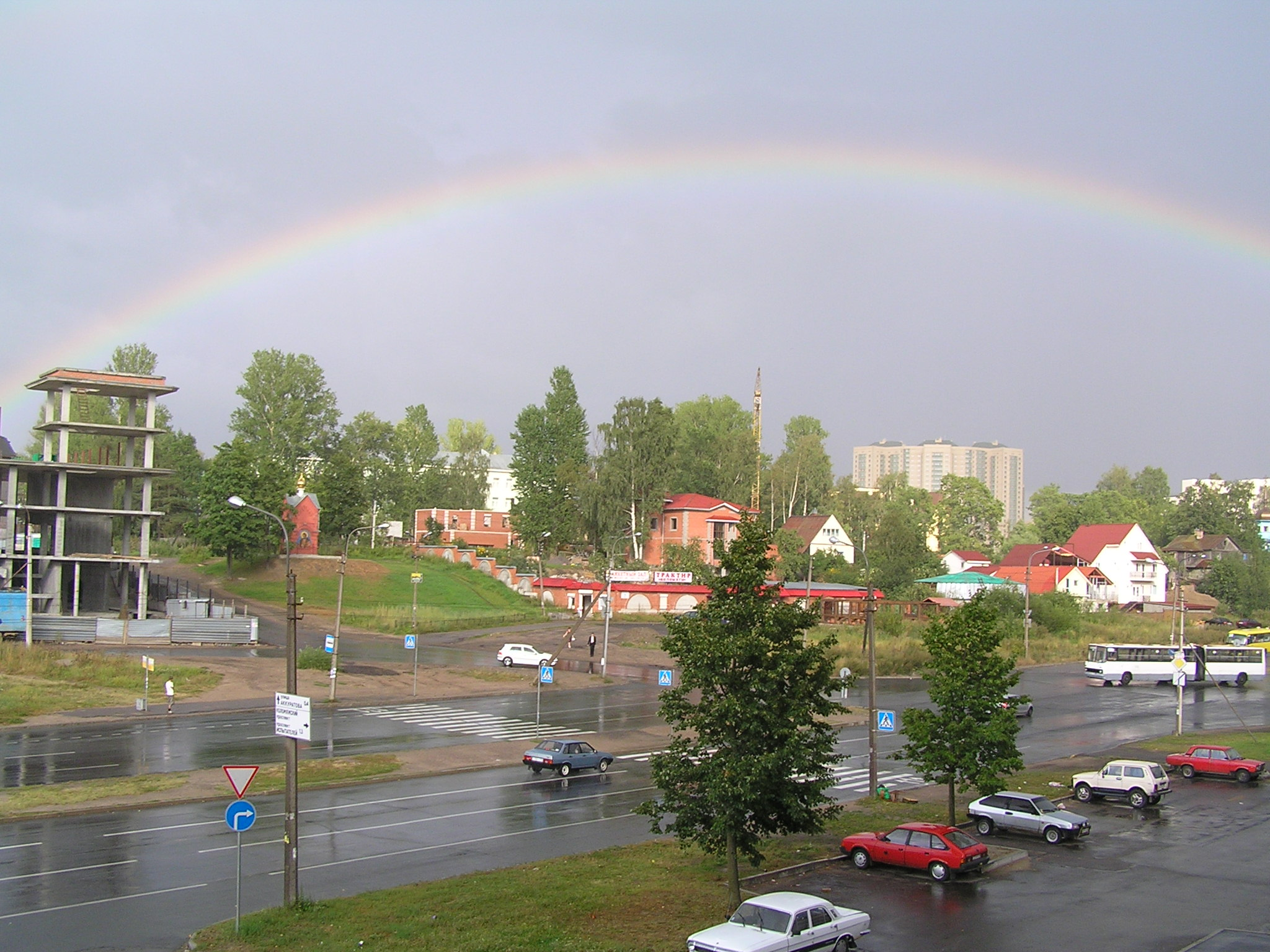
Парашютная улица у пересечения с Коломяжским проспектом
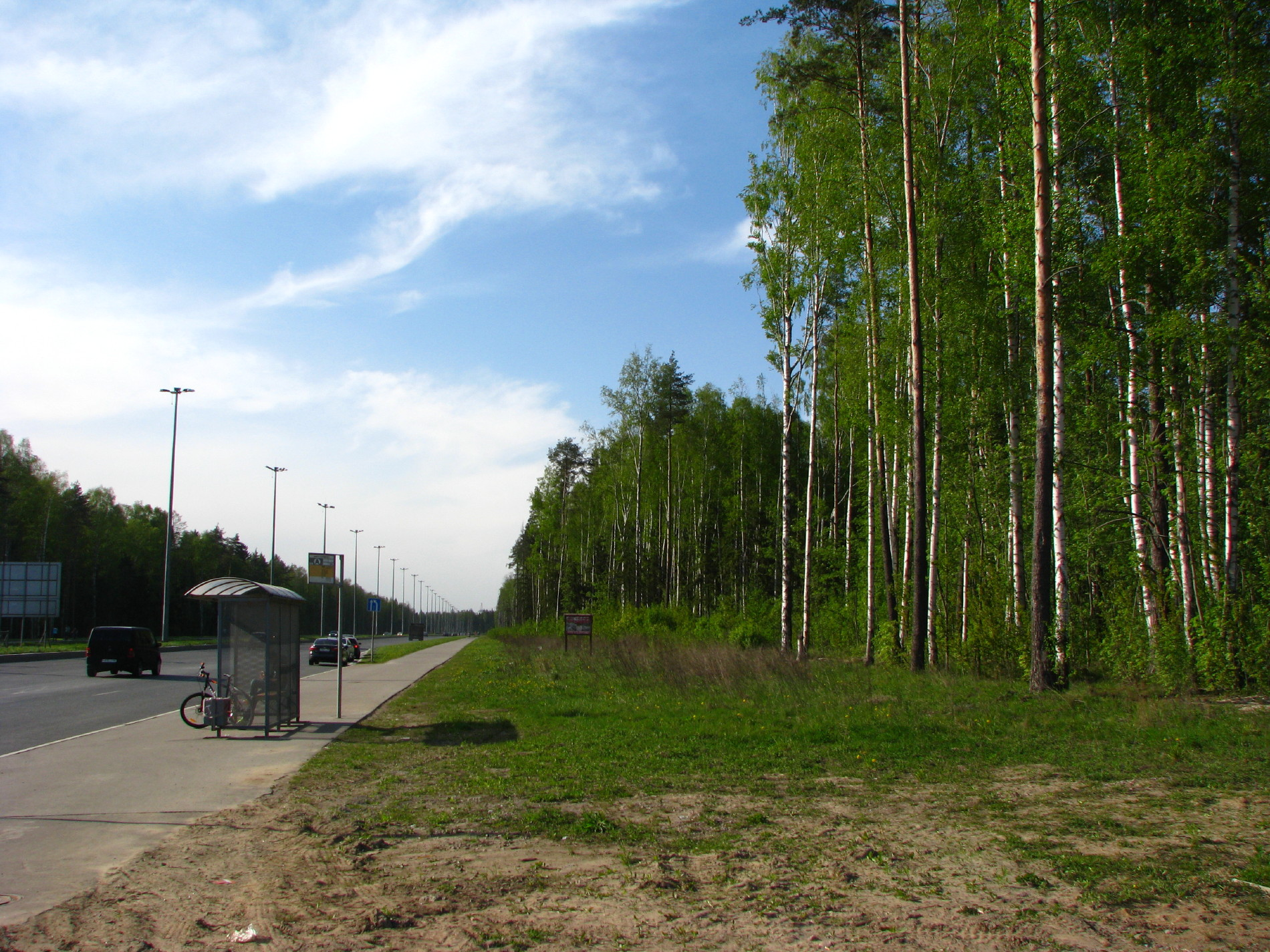
Парашютная улица в Парголово